# Circonscription de El Gharb
La circonscription de El Gharb est l'une des deux circonscriptions législatives marocaines de la province de Kénitra  située en région Rabat-Salé-Kénitra. Elle est représentée dans la Xe législature par Belassal Chaoui, Sidihassan El Bahraoui et Jaouad Ghrib.

## Historique des députations
| Législature | Début de mandat  | Fin de mandat    | Députés élus | Députés élus                 | Députés élus | Députés élus       | Députés élus | Députés élus         |
| ----------- | ---------------- | ---------------- | ------------ | ---------------------------- | ------------ | ------------------ | ------------ | -------------------- |
| IXe         | 26 novembre 2011 | 7 octobre 2016   |              | Mohammed Hilia (PJD)         |              | Jaouad Ghrib (RNI) |              | Belassal Chaoui (UC) |
| Xe          | 8 octobre 2016   | 8 septembre 2021 |              | Sidihassan El Bahraoui (PJD) |              | Jaouad Ghrib (RNI) |              | Belassal Chaoui (UC) |
| XIe         | 9 septembre 2021 | ?                |              | Abdelaziz Bouhssini (PAM)    |              | Jaouad Ghrib (RNI) |              | Belassal Chaoui (UC) |

## Historique des élections

### Découpage électoral d'octobre 2011

#### Élections de 2016
| Parti       | Parti                                         | Voix    | %      | Député(s) élus         |  |
| ----------- | --------------------------------------------- | ------- | ------ | ---------------------- |  |
|             | Parti de la justice et du développement (PJD) | 13 953  | 20,40  | Sidihassan El Bahraoui |  |
|             | Rassemblement national des indépendants (RNI) | 11 930  | 17,44  | Jaouad Ghrib           |  |
|             | Union constitutionnelle (UC)                  | 9 194   | 13,44  | Belassal Chaoui        |  |
|             | Parti authenticité et modernité (PAM)         | 8 733   | 12,77  |                        |  |
|             | Parti de l'Istiqlal (PI)                      | 8 214   | 12,01  |                        |  |
|             | Mouvement démocratique et social (MDS)        | 5 848   | 8,55   |                        |  |
|             | Mouvement populaire (MP)                      | 4 882   | 7,14   |                        |  |
|             | Union socialiste des forces populaires (USFP) | 4 498   | 6,58   |                        |  |
|             | Parti du progrès et du socialisme (PPS)       | 532     | 0,78   |                        |  |
|             | Fédération de la gauche démocratique (FGD)    | 285     | 0,42   |                        |  |
|             | Front des forces démocratiques (FFD)          | 265     | 0,39   |                        |  |
|             | Parti de la gauche verte (PGV)                | 63      | 0,09   |                        |  |
|             |                                               |         |        |                        |  |
| Inscrits    | Inscrits                                      | 146 179 | 100,00 |                        |  |
| Abstentions | Abstentions                                   | 77 782  | 53,21  |                        |  |
| Exprimés    | Exprimés                                      | 68 397  | 46,79  |                        |  |

#### Élections de 2021
| Parti       | Parti                                                       | Voix    | %      | Députés élus        |  |
| ----------- | ----------------------------------------------------------- | ------- | ------ | ------------------- |  |
|             | Rassemblement national des indépendants (RNI)               | 36 887  | 35,51  | Jaouad Ghrib        |  |
|             | Union constitutionnelle (UC)                                | 22 250  | 21,42  | Belassal Chaoui     |  |
|             | Parti authenticité et modernité (PAM)                       | 15 693  | 15,11  | Abdelaziz Bouhssini |  |
|             | Parti de l'Istiqlal (PI)                                    | 8 259   | 7,95   |                     |  |
|             | Parti de la justice et du développement (PJD)               | 7 770   | 7,48   |                     |  |
|             | Mouvement populaire (MP)                                    | 5 161   | 4,97   |                     |  |
|             | Mouvement démocratique et social (MDS)                      | 2 644   | 2,55   |                     |  |
|             | Union socialiste des forces populaires (USFP)               | 2 001   | 1,93   |                     |  |
|             | Parti du progrès et du socialisme (PPS)                     | 921     | 0,89   |                     |  |
|             | Parti de l'environnement et du développement durable (PEDD) | 621     | 0,60   |                     |  |
|             | Parti de la renaissance et de la vertu (PRV)                | 420     | 0,40   |                     |  |
|             | Parti socialiste unifié (PSU)                               | 385     | 0,37   |                     |  |
|             | Parti travailliste (PT)                                     | 371     | 0,36   |                     |  |
|             | Union marocaine pour la démocratie (UMD)                    | 200     | 0,19   |                     |  |
|             | Parti de l'équité (PRE)                                     | 158     | 0,15   |                     |  |
|             | Parti démocratique de l'indépendance (PDI)                  | 144     | 0,14   |                     |  |
|             |                                                             |         |        |                     |  |
| Inscrits    | Inscrits                                                    | 160 887 | 100,00 |                     |  |
| Abstentions | Abstentions                                                 | 57 002  | 35,43  |                     |  |
| Exprimés    | Exprimés                                                    | 103 885 | 64,57  |                     |  |